# 軍浦駅
軍浦駅（クンポえき）は、大韓民国京畿道軍浦市軍浦1洞にある、韓国鉄道公社（KORAIL）の駅。
乗り入れている路線は、線路名称上は京釜線であるが、当駅には電車線を走る京釜電鉄線（首都圏電鉄1号線）電車のみが停車する。駅番号はP150。

## 歴史
- 1905年1月1日 - 軍浦場駅（군포장역）として開業。
- 1938年
  - 4月1日 - 軍浦駅に改称[1]。　
  - 5月1日 - 駅舎新築竣工。
- 1974年8月15日 - 京釜電鉄線が開業。
- 1980年2月1日 - 貨物取り扱い中止[2]。
- 1988年12月10日 - 現在の駅舎新築竣工。
- 1999年6月1日 - この日をもって京釜線一般列車の停車が停車しなくなる。
- 2009年12月1日 - 副駅名（韓世大前、한세대앞）削除。
- 2014年10月31日 - 無配置簡易駅に格下げ[3]。

## 駅構造

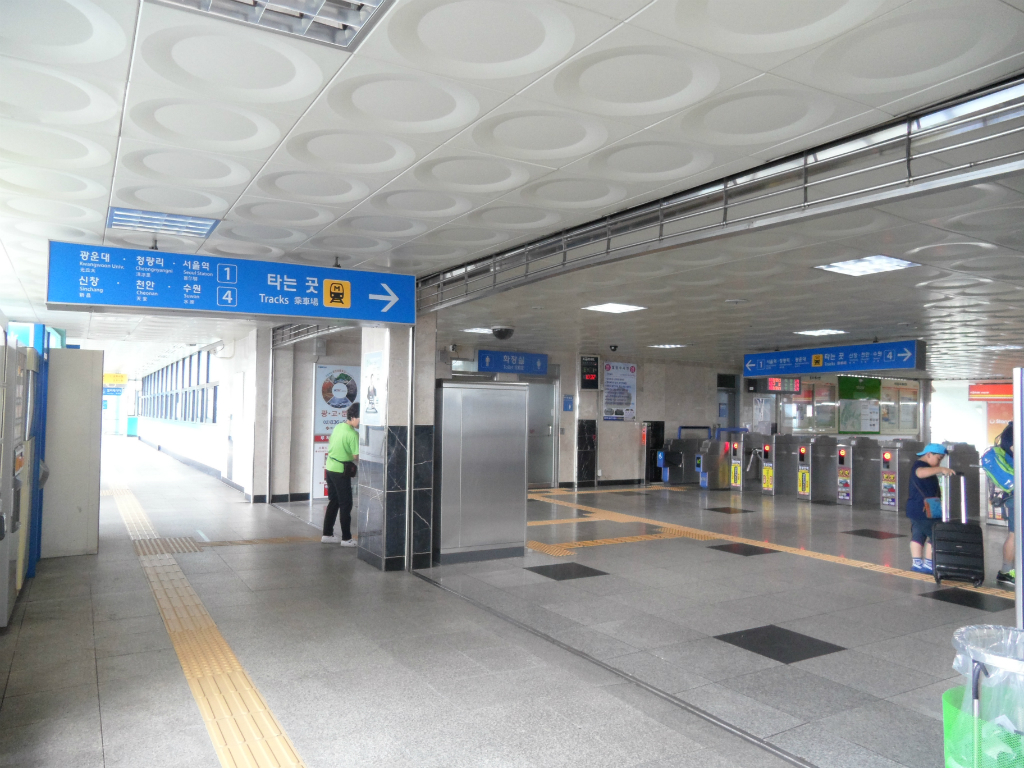
改札口

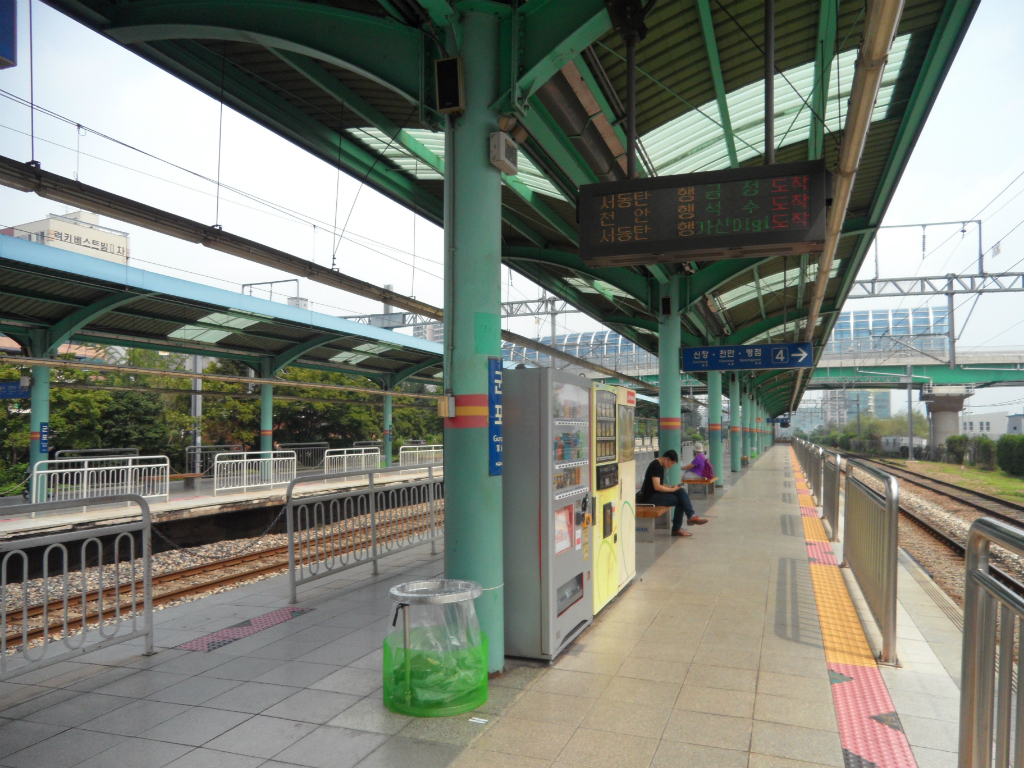
ホーム

島式ホーム2面4線を有する地上駅。内側2線（2・3番線）は京釜電鉄線A急行や京釜線の列車の通過線としても使用される。
出口は1番（駅西側）と2番（駅東側）の2ヶ所ある。

### のりば
| 1 | 京釜電鉄線 | 緩行 | 九老・地下ソウル・清凉里・光云大方面 |
| 2 | 通過線     |      |                                      |
| 3 | 通過線     |      |                                      |
| 4 | 京釜電鉄線 | 緩行 | 水原・西東灘・天安・新昌方面         |

## 利用状況
近年の一日平均乗車人員推移は下記の通り。
| 路線       | 乗車人員 | 乗車人員 | 乗車人員 | 乗車人員 | 乗車人員 | 乗車人員 | 乗車人員 | 乗車人員 | 乗車人員 | 乗車人員 | 乗車人員 | 注 釈 |
| 路線       | 2000年   | 2001年   | 2002年   | 2003年   | 2004年   | 2005年   | 2006年   | 2007年   | 2008年   | 2009年   | 2010年   | 注 釈 |
| ---------- | -------- | -------- | -------- | -------- | -------- | -------- | -------- | -------- | -------- | -------- | -------- | ----- |
| 京釜電鉄線 | 7828     | 9006     | 10267    | 11639    | 9134     | 9564     | 9829     | 10188    | 10434    | 10302    | 7567     | [ 4 ] |

## 駅周辺
東側は工場街、西側は住宅地となっている。　
- 軍浦1洞住民センター
- 軍浦2洞住民センター
- 軍浦中学校
- 軍浦治安センター
- 新羅テクノビル

## 隣の駅
韓国鉄道公社　
 京釜電鉄線　
急行　
通過
緩行　
衿井駅 (P149) - 軍浦駅 (P150) - 堂井駅 (P151)　